# St. Jakob der Ältere (Döllnitz)

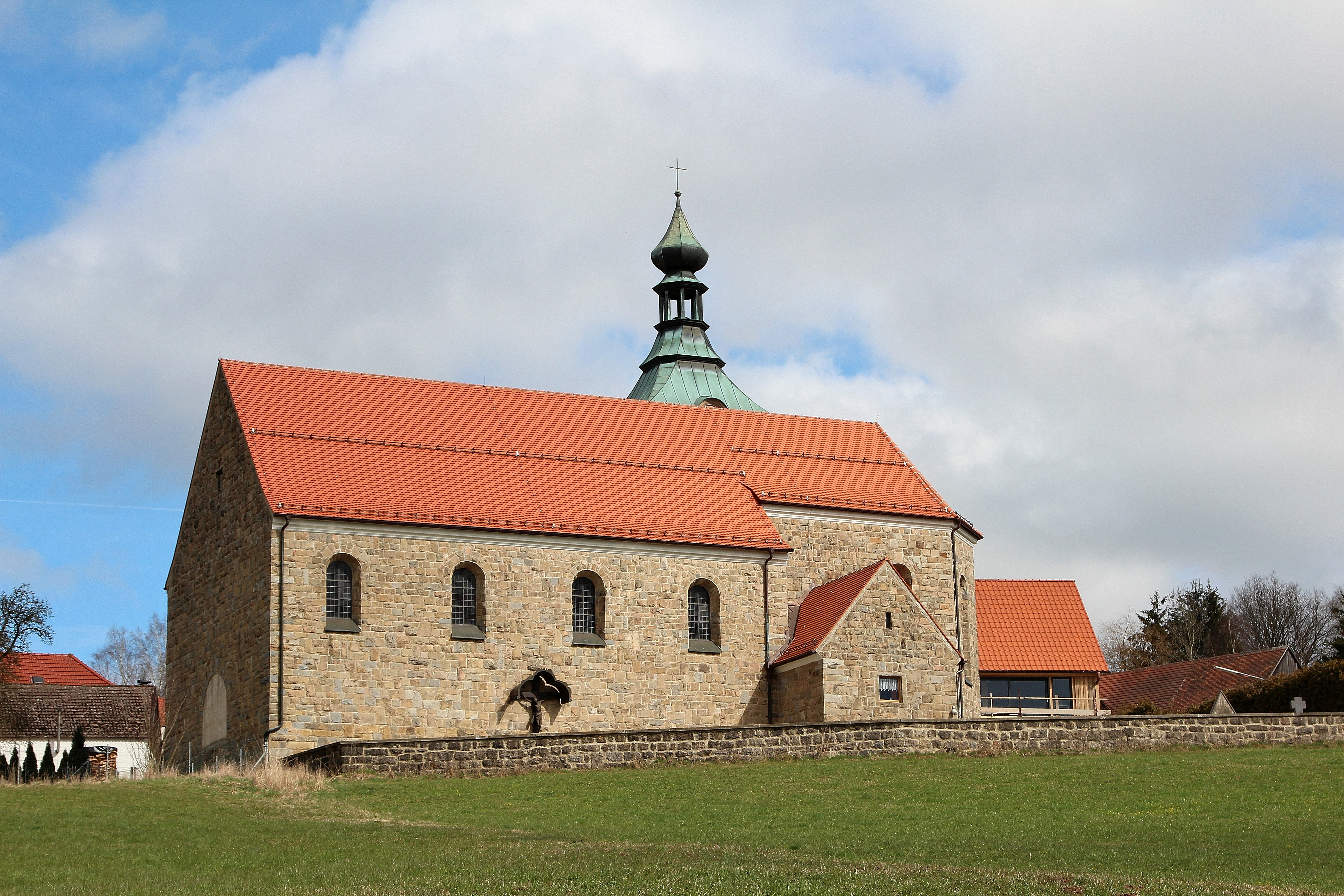
St. Jakob der Ältere (Döllnitz)

Die römisch-katholische, denkmalgeschützte Expositurkirche St. Jakob der Ältere steht in Döllnitz, einem Gemeindeteil des Marktes Leuchtenberg im Landkreis Neustadt an der Waldnaab der Oberpfalz. Die Kirche gehört zum Bistum Regensburg. Das Bauwerk ist unter der Denkmalnummer D-3-74-132-22 als Baudenkmal in die Bayerische Denkmalliste eingetragen.

## Beschreibung
Die Saalkirche wurde 1927/28 mit Einbeziehung des gotischen Chorturms aus Feldsteinen neu gebaut. Sie besteht aus einem Langhaus, einem eingezogenen, dreiseitig geschlossenen Chor im Osten und einem Chorflankenturm an dessen Nordseite. Dieser ehemalige Chorturm aus Bruchsteinen wurde zur Unterbringung der Turmuhr und des Glockenstuhls um ein Geschoss aufgestockt. Sein Helm endet in einer Laterne, die mit einer Zwiebelhaube bekrönt ist. Das Erdgeschoss des Chorturms ist mit einem Kreuzgratgewölbe überspannt, auf dem Reste von Fresken vorhanden sind. Der expressionistisch ausgemalte Innenraum des Langhauses ist mit einer Flachdecke auf Unterzügen überspannt. Die Kreuzwegstationen hat 1928 Erich Glette gemalt. Die Ausmalung des Chors erfolgte 1929 durch Hermann Kaspar. Die Glasmalereien im Chor entstanden nach einem Entwurf von Karl Knappe, ausgeführt von der Mayer’schen Hofkunstanstalt. Zur Kirchenausstattung gehört ein Hochaltar, dessen Altarretabel mit der Darstellung des Jakobus des Älteren sich zwischen Säulen befindet.